# Departe (film din 2002)
Departe (în turcă Uzak) este un film turcesc dramatic din 2002 despre conflictul oraș-sat. A fost regizat de Nuri Bilge Ceylan. Rolurile principale au fost interpretate de actorii Muzaffer Özdemir, Mehmet Emin Toprak, Ebru Ceylan și Zuhal Gencer. A primit Grand Prix la Festivalul de Film de la Cannes din 2003.

## Rezumat
Yusuf, un tânăr muncitor într-o fabrică care și-a pierdut recent locul de muncă, călătorește la Istanbul pentru a sta cu Mahmut, una dintre rudele sale, în timp ce își caută un loc de muncă. Mahmut este un fotograf destul de bogat și intelectual, în timp ce Yusuf este aproape analfabet, needucat și nesofisticat. Cei doi nu se înțeleg bine. Yusuf presupune că își va găsi ușor de lucru ca marinar, dar nu există locuri de muncă, iar el nu are niciun simț al direcției și nici energie. Între timp, Mahmut, în ciuda bogăției sale, este și el fără țintă: munca sa, care constă în fotografierea plăcilor de faianță, este plictisitoare și neartistică; abia își poate exprima emoțiile față de fosta soție sau față de iubitul său. Când Yusuf merge la culcare în timpul unui film, Mahmut schimbă canalele pentru a urmări filme porno în momentul în care acesta pleacă. 
Mahmut încearcă să creeze o legătură cu Yusuf și să îi recâștige dragostea pentru artă, ducându-l cu mașina să fotografieze frumosul peisaj turcesc, dar încercarea este un eșec în ambele privințe. La sfârșitul filmului, Yusuf pleacă fără să-i spună lui Mahmut, care este lăsat să stea lângă docuri, privind singur navele.

## Distribuție
- Muzaffer Özdemir – Mahmut
- Mehmet Emin Toprak – Yusuf
- Zuhal Gencer – Nazan
- Nazan Kesal – iubita
- Feridun Koç – îngrijitorul
- Fatma Ceylan – mama

## Recepție
Filmul Departe a fost aclamat de critici. Pe Rotten Tomatoes, filmul are un rating de aprobare de 87%, bazat pe 46 de recenzii, cu un rating mediu de 7,8/10. Consensul critic al site-ului spune: "De o frumusețe obsedantă, Departe comunică volume cu tăcerea sa aproape omniprezentă". Metacritic, care folosește o medie ponderată, a atribuit filmului un scor mediu de 84 din 100, pe baza a 18 critici, indicând „recunoaștere universală”.
Departe a câștigat 17 premii și 2 nominalizări, inclusiv Grand Prix (Festivalul Internațional de Film de la Cannes) pentru cel mai bun actor, împărțite de cei doi actori principali ai filmului la Festivalul Internațional de Film de la Cannes din 2003.
Ceylan a realizat filmul cu o echipă de 5 persoane și a declarat că a găsit cadavrul unui profesor de franceză la etajul superior al apartamentului în care locuia, astfel că a fost foarte afectat de acest incident și l-a inclus în film.
Departe a fost ultimul film în care actorul Mehmet Emin Toprak avea să fie implicat, deoarece a murit într-un accident auto la scurt timp după terminarea filmărilor, avea 28 de ani.